# APEv2
Теги APEv2 використовуються для зберігання метаданих, як-от назва альбому, виконавець, номер треку в аудіофайлах. Спочатку перші версії тегів (APEv1) призначалися для формату Monkey's Audio, але Френк Клем (Frank Klemm) модифікував їх, додавши заголовок (header) і тим самим давши можливість тегам APE розташовуватися на початку файлу, також реалізував зберігання метаданих в кодуванні Юнікод.
Вперше цей варіант тегів використали в аудіофайлах формату Musepack, але надалі завдяки простоті та гнучкості його адаптували як основний формат тегів для аудіофайлів WavPack та OptimFROG, а також для Monkey's Audio (з версії 3.99) і TAK.
Аудіоплеєр foobar2000 дозволяє використовувати ці теги у файлах MP3 замість стандартних ID3-тегів, тому що теги APEv2 легше записувати, і вони гнучкіші у використанні. Однак, через те, що APEv2 не були спочатку орієнтовані на використання у файлах MP3 (на відміну від тегів ID3), існує низка проблем. Наприклад, рядок APETAGEX є початком APEv2-тегу, а рядок TAG — початком ID3v1-тегу. Тому якщо TAG в APETAGEX закінчується там, де очікується тег ID3v1, це значення може бути неправильно прочитане. Крім того, ID3 містять так звану «схему розсинхронізації» («unsynchronization scheme»), яка не дозволяє аудіоплеєрам програвати дані тегів. Формат APEv2 не підтримує таку схему, тому наявність тегу APEv2 може викликати помилки читання або шумів у кінці файлу.

## Можливості
За форматом теги APEv2 концептуально ближчі до «коментарів Vorbis», ніж до тегів ID3. Як і «коментарі Vorbis», вони є неструктурованими парами ключ/значення. Але, на відміну від згаданих «коментарів», ці теги зберігають список значень для кожного ключа, а не ключ для кожного значення. Наприклад візьмемо трек, який містить дані про двох виконавців. У коментарях Vorbis ці дані будуть зберігатися як два окремих поля ARTIST, а в тегу APEv2 — як одне поле ARTIST з двома значеннями, розділеними нуль-символом (байтом зі значенням 0).
Значення тегів APEv2 можуть позначатися як належні до типу «text», «binary» або «external». Через це деякі продукти для роботи з тегами можуть не відображати блоки з даними, які неможливо читати. Тому дані типу binary не можуть без проблем зберігатися в коментарях Vorbis (хоча це й передбачено дизайном цих коментарів).
Теги APEv2 підтримують Юнікод, використовуючи для ключів і для значень UTF-8.